# ルルイエ

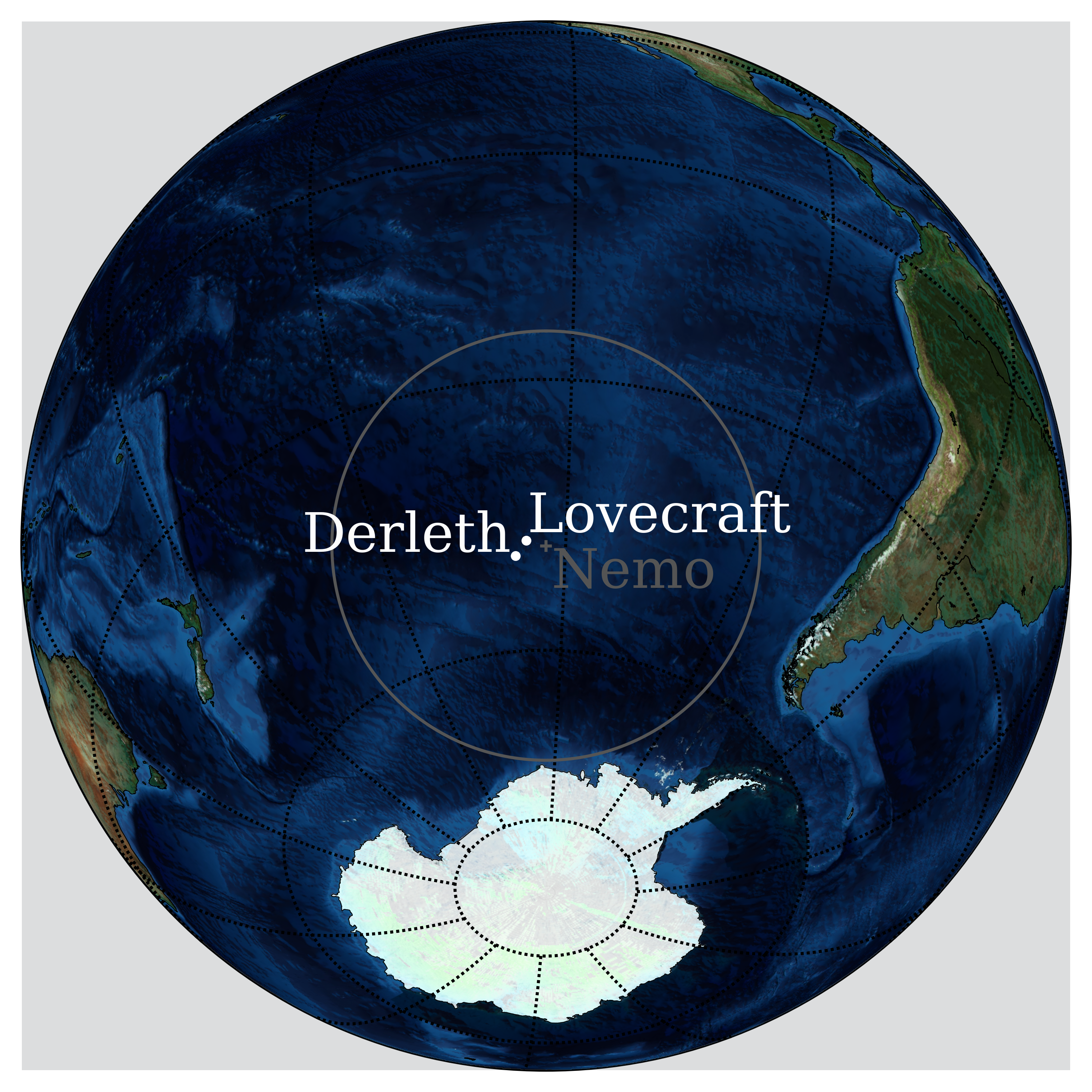
ルルイエの位置はHPL設定では南緯47度9分西経126度43分、ダーレス設定では南緯49度51分 西経128度34分となっている。

ルルイエ（R'lyeh）は ハワード・フィリップス・ラヴクラフト（以下HPL）などの作品、主にクトゥルフ神話作品群に登場する架空の島の名前。
この固有名詞は人語ではなく、R'lyehは英語の当て字にすぎないという設定がある。HPLがどのような発音を考えていたかは不明である。
日本語カタカナでは他にルルイェ、ル・リエー、ラ・イラーとも表記される。

## 概要
ルルイエは、1926年に執筆されたHPLの短編ホラー小説『クトゥルフの呼び声』において初めて言及された島・石造都市である。
現在は、海底に沈んでいるが、やがて地上に浮上するとされている。その時、ルルイエで死の眠りについているクトゥルフが目覚め、地上を支配するとされている。先述の作品において、1925年3月23日から一週間ほどの間、浮上し海面に現れた。
南太平洋の、位置はニュージーランドと南米大陸と南極大陸の中間付近の海底に沈んでいるとされる。具体的には南緯47度9分 西経126度43分 / 南緯47.150度 西経126.717度、現実にはポイント・ネモ（太平洋到達不能点）に程近い絶海の海域である。

## 概説
The nightmare corpse-city of R'lyeh…was built in measureless eons behind history by the vast, loathsome shapes that seeped down from the dark stars. There lay great Cthulhu and his hordes, hidden in green slimy vaults.—H. P. Lovecraft, "The Call of Cthulhu" (1928)
作中では、異常極まりない非ユークリッド幾何学的な外形を持つ多くの建造物からなっている、と言及されている。死せるクトゥルフが夢見ながら再浮上を待つ場所であり、クトゥルフ神話の中核をなす要素のひとつである。星辰が正しい位置についたとき、クトゥルフは目覚め、ルルイエは再び浮上すると伝えられている。
ルルイエの地名を冠した書籍として『ルルイエ異本』がある。これはオーガスト・ダーレスによって創造された、ルルイエのクトゥルフ崇拝にまつわる架空の書籍である。
また南太平洋にはクトゥルフ神話の「ムー大陸」がある。ムーはクトゥルフの支配地であり、ルルイエはクトゥルフの居城であり、ムーもルルイエも海に沈んだ。
ルルイエの位置は初出作品で具体的に設定されているが、作品によって変わる。ダーレス作品では南緯49度51分 西経128度34分 / 南緯49.850度 西経128.567度の位置でルルイエの島が確認されている。後続作品ではさらに位置が変わり、他にもチャールズ・ストロスの小説「A Colder War」ではバルト海、Nick Mamatasの小説「Move Under Ground」ではカリフォルニア海岸沖に設定された。

## 登場作品

### クトゥルフ神話系統の作品
- 『クトゥルフの呼び声』HPL
- 『永劫の探究』オーガスト・ダーレス
- 『アルハザードのランプ』HPL&ダーレス
- 『アーカム計画』ロバート・ブロック

### その他
- 『妖神グルメ』菊地秀行
- 『ウルトラマンティガ』
- 『斬魔大聖デモンベイン』ニトロプラス
- 『サイコスタッフ』水上悟志
- 『這いよれ! ニャル子さん』逢空万太
- 『ルルイエから来た少女』道満晴明